# Groupe B du Championnat d'Europe masculin de handball 2016
Cet article détaille les matchs du Groupe B du tour préliminaire du Championnat d'Europe 2016 de handball organisé en Pologne du 15 janvier au 31 janvier 2016. 
Les trois premières équipes, à savoir la Norvège, la Croatie et la Biélorussie se sont qualifiées pour le tour principal.

## Classement final
|   | Équipe      | Pts | J | G | N | P | Bp | Bc  | Diff | Dép |
| - | ----------- | --- | - | - | - | - | -- | --- | ---- | --- |
| 1 | Norvège     | 4   | 3 | 2 | 0 | 1 | 88 | 84  | 4    | +3  |
| 2 | Croatie     | 4   | 3 | 2 | 0 | 1 | 95 | 83  | 12   | -3  |
| 3 | Biélorussie | 2   | 3 | 1 | 0 | 2 | 87 | 94  | -7   | +1  |
| 4 | Islande     | 2   | 3 | 1 | 0 | 2 | 92 | 101 | -9   | -1  |

| 15.01.2016 - 16h00 | Croatie     | 27 | 21 | Biélorussie |
| 15.01.2016 - 18h15 | Islande     | 26 | 25 | Norvège     |
| 17.01.2016 - 16h00 | Biélorussie | 39 | 38 | Islande     |
| 17.01.2016 - 18h15 | Norvège     | 34 | 31 | Croatie     |
| 19.01.2016 - 18h15 | Biélorussie | 27 | 29 | Norvège     |
| 19.01.2016 - 20h30 | Croatie     | 37 | 28 | Islande     |

## Détail des matchs
| 15 janvier 2016 16h00 | Croatie  | 27-21   | Biélorussie | Spodek, Katowice Affluence : 5 000 Arbitrage : Johansson, Kliko |
| 15 janvier 2016 16h00 | Štrlek 9 | (15-15) | Rutenka 8   | Spodek, Katowice Affluence : 5 000 Arbitrage : Johansson, Kliko |
| 15 janvier 2016 16h00 | ×4 ×6 ×1 | Rapport | ×3 ×5 ×1    | Spodek, Katowice Affluence : 5 000 Arbitrage : Johansson, Kliko |

| 15 janvier 2016 18h15 | Islande      | 26-25   | Norvège    | Spodek, Katowice Affluence : 6 200 Arbitrage : Geipel, Helbig |
| 15 janvier 2016 18h15 | Pálmarsson 8 | (10-11) | Bjørnsen 7 | Spodek, Katowice Affluence : 6 200 Arbitrage : Geipel, Helbig |
| 15 janvier 2016 18h15 | ×4 ×7        | Rapport | ×4         | Spodek, Katowice Affluence : 6 200 Arbitrage : Geipel, Helbig |

| 17 janvier 2016 16h00 | Biélorussie  | 39-38   | Islande     | Spodek, Katowice Affluence : 6 200 Arbitrage : Horáček, Novotný |
| 17 janvier 2016 16h00 | Pukhouski 11 | (17-18) | Petersson 6 | Spodek, Katowice Affluence : 6 200 Arbitrage : Horáček, Novotný |
| 17 janvier 2016 16h00 | ×3 ×6        | Rapport | ×2 ×5       | Spodek, Katowice Affluence : 6 200 Arbitrage : Horáček, Novotný |

| 17 janvier 2016 18h15 | Norvège    | 34-31   | Croatie   | Spodek, Katowice Affluence : 8 400 Arbitrage : López, Ramírez |
| 17 janvier 2016 18h15 | Bjørnsen 7 | (16-17) | Duvnjak 8 | Spodek, Katowice Affluence : 8 400 Arbitrage : López, Ramírez |
| 17 janvier 2016 18h15 | ×2 ×4      | Rapport | ×4 ×6     | Spodek, Katowice Affluence : 8 400 Arbitrage : López, Ramírez |

| 19 janvier 2016 18h15 | Biélorussie | 27-29   | Norvège                | Spodek, Katowice Affluence : 6 800 Arbitrage : Gjeding, Hansen |
| 19 janvier 2016 18h15 | Rutenka 9   | (13-12) | Bjørnsen, O'Sullivan 5 | Spodek, Katowice Affluence : 6 800 Arbitrage : Gjeding, Hansen |
| 19 janvier 2016 18h15 | ×4 ×6       | Rapport | ×3 ×6                  | Spodek, Katowice Affluence : 6 800 Arbitrage : Gjeding, Hansen |

| 19 janvier 2016 20h30 | Croatie | 37-28   | Islande                  | Spodek, Katowice Affluence : 7 000 Arbitrage : Stark, Ştefan |
| 19 janvier 2016 20h30 | Marić 8 | (19-10) | Gunnarsson, Sigurðsson 6 | Spodek, Katowice Affluence : 7 000 Arbitrage : Stark, Ştefan |
| 19 janvier 2016 20h30 | ×4 ×5   | Rapport | ×3 ×4                    | Spodek, Katowice Affluence : 7 000 Arbitrage : Stark, Ştefan |